# Eumenes capensis
Eumenes capensis är en stekelart som beskrevs av Schulthess 1910. Eumenes capensis ingår i släktet krukmakargetingar, och familjen Eumenidae. Inga underarter finns listade i Catalogue of Life.